# Austro-Tatra
Austro-Tatra war ein österreichischer Kraftfahrzeughersteller, der wie der tschechische Tatra-Konzern seine Wurzeln in der Nesselsdorfer Wagenbau-Fabriks-Gesellschaft hatte.

## Vorgeschichte
Durch den Zerfall von Österreich-Ungarn entstanden Staatsgrenzen zwischen dem Produktionswerk in Nesselsdorf und der Zentrale in Wien. Aus diesem Grund wurde 1919 die Unternehmensleitung nach Prag verlegt und auf Ringhoffer-Tatra AG umbenannt. Die Fahrzeuge wurden auch unter dem neuen Namen Tatra verkauft.
Um die in Nesselsdorf produzierten Fahrzeuge in Österreich verkaufen zu können, mussten sie importiert werden. Zusätzlich war noch ein eigenes Servicenetz notwendig. Die Ringhoffer-Tatra AG baute in Simmering auf dem Grund des heutigen Einkaufszentrums (Ecke Simmeringer Hauptstraße-Grillstraße bis zur Lorystraße teilten sich die Austro Tatra Werke und die Gießerei Vogelsängen& Pastree das Grundstück) eine Zentral-Werkstätte.
Zuerst wurden in dieser nur Servicearbeiten durchgeführt. Da der Einfuhrzoll nach dem importierten Gewicht berechnet wurde, wurden ab 1924 auf die Fahrgestelle aus Nesselsdorf in Wien gefertigte Karosserien montiert.
Erfolgreich verkaufte sich in Österreich der Tatra 11. Auch die späteren Modelle wie Tatra 12 und Tatra 57. Der Schutzzoll erhöhte sich jedoch auf Grund der politischen Verhältnisse in Österreich ständig, so dass beispielsweise ein Typ 57 im Jahr 1935 durch den Zuschlag von 4.500 Schilling einen Verkaufspreis von 11.000 Schilling bewirkte. Trotz der hohen Preise waren die Modelle von Tatra an zweiter Stelle in der Zulassungsstatistik desselben Jahres.

## Aufbau

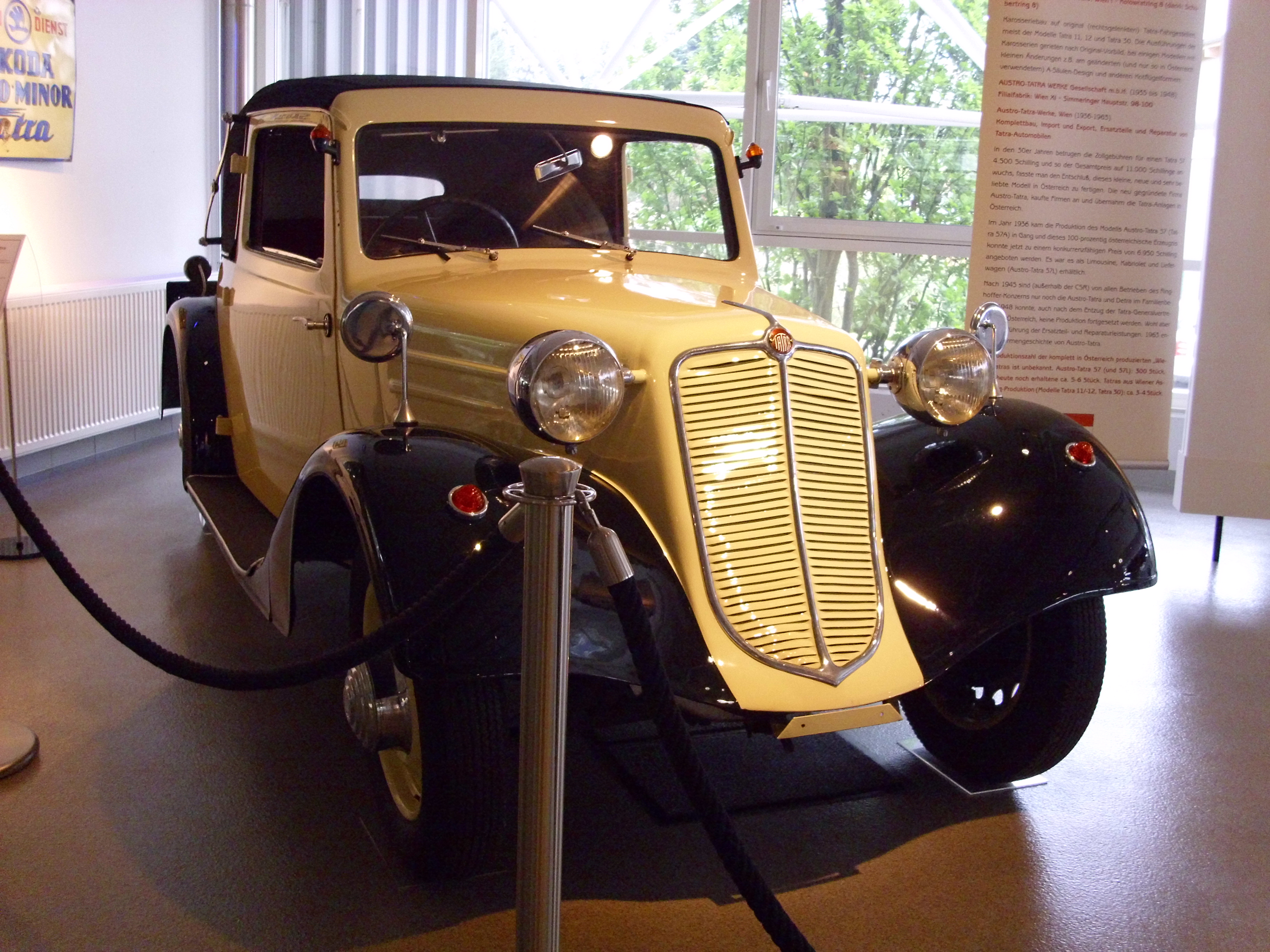
Austro-Tatra 57 A

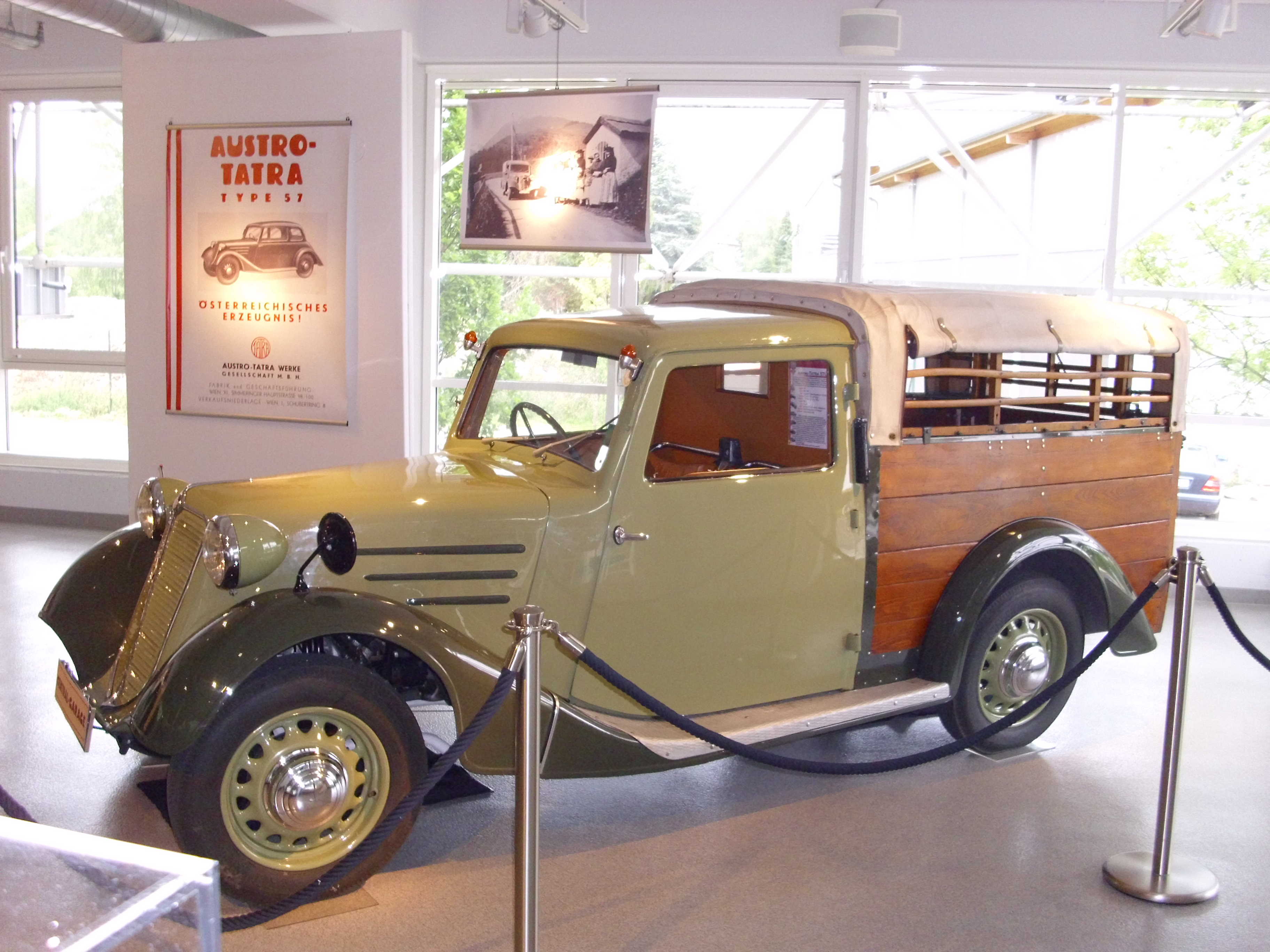
Austro-Tatra 57 L, ein Lieferwagen auf Basis des 57 A

Um aber billiger verkaufen zu können, gab es schon einige Jahre vorher Überlegungen, eine komplette Fertigung in Österreich aufzubauen. Im Juli 1936 wurde ein neues Unternehmen gegründet, wobei alle Besitzungen vom tschechischen Stammhaus aufgekauft wurden. Mehrheitlich war das Unternehmen in österreichischem Besitz.
1936 konnte die Konkursmasse der Firma Grofri in Atzgersdorf in der Nähe der Südbahn angekauft werden und in der Simmeringer Hauptstraße das Gelände vergrößert werden. Schritt für Schritt wurde die Fertigung für die für Österreich vorgesehenen Fahrzeuge nach Wien übersiedelt. Ab April 1937 wurden die Fahrzeuge fast vollständig hier erzeugt. Dadurch konnte der Verkaufspreis um den Zollanteil, der etwa 40 Prozent betrug, reduziert werden.
Hergestellt wurde in Wien der Tatra 57 A als Limousine und Cabrio. In Wien wurde im Gegensatz zum Stammwerk auch eine LKW-Variante hergestellt.
Im Jahr 1937 war der Tatra 57A bei den Zulassungen an zweiter Stelle. Auch für das Bundesheer sollten Kommandofahrzeuge gebaut werden, die aber durch den Einmarsch im Jahr 1938 hinfällig wurden. Bis dahin wurden etwa 300 Fahrzeuge komplett in Wien fertiggestellt. Das Fahrzeug wurde mit dem Hinweis „100 % österreichisches Erzeugnis“ beworben. Um diese Zeit waren Steyr-Daimler-Puch, Gloria und Austro-Tatra die einzigen Kraftfahrzeughersteller in Österreich.

## Kriegsjahre
Nach dem Anschluss musste die Produktion zwangsweise eingestellt werden. Teile des Werksgeländes und der Anlagen mussten an die Österreichischen Saurer Werke vermietet werden. Der andere Teil firmierte zwar als Austro-Tatra weiter, musste aber Reparaturarbeiten an Fahrzeugen mit Kriegsschäden durchführen und wurde so zum Rüstungsbetrieb, was sich bei Kriegsende als Nachteil für das Unternehmen erwies.
Bei Kriegsende flüchtete die Werksleitung vor der sowjetischen Besatzung. Vom Stammwerk in der Tschechoslowakei konnte man keine Unterstützung erwarten, da dort Baron Ringhoffer als Eigentümer enteignet wurde und in das NKWD-Lager Mühlberg an der Elbe kam, wo er Ende 1946 starb.

## Nachkriegszeit
Austro-Tatra kam so unter öffentliche Verwaltung. Dabei kam es zu Differenzen mit der Geschäftsleitung des nunmehr tschechischen Werkes Tatra n.p., da die Republik Österreich bestrebt war, die Rechte der Erben Ringhoffers zu wahren. Austro-Tatra fertigte nur mehr Ersatzteile für Tatra an. Der Karosseriebau arbeitete auch für andere Kunden. So fertigte das Werk für Porsche die Aluminium-Karosserie für jene Sportwagen, die in Gmünd in Kärnten produziert wurden.
Aufgrund der bereits erfolgreichen Zusammenarbeit erhielt Austro Tatra 1949 den Zuschlag für den Umbau von 203 VW-Käfern auf offene 4-türige Einsatzfahrzeuge und 9 Käfer auf offene 2-türige Einsatzfahrzeuge. Der Lieferzeitraum wurde auf März 1951 begrenzt. Die Wiener Polizei erhielt 150 dieser Käfer. 53 Käfer waren für die Gendarmerie bestimmt. Abgewickelt wurde das Geschäft über die Porsche Konstruktionen GmbH & Co in Salzburg. Laut Angaben von Ing. Herbert Kaes, Neffe von Ferdinand Porsche und damaligem Leiter der Kundendienst-Abteilung bei Porsche wurden die letzten Austro Tatra Polizei Käfer 1953 ausgeliefert.
Verhandlungen über den Bau von ganzen Fahrzeugen mit Renault verliefen ergebnislos. Mit dem deutschen Fahrzeughersteller Gutbrod wurde ein Assemblingvertrag ausgehandelt.
1948 kam es zum endgültigen Bruch und Austro-Tatra verlor auch die Generalvertretung für die Tatra-Fahrzeuge, die ab sofort der Škoda-Generalimporteur Tarbuk übernahm.
Im Jahr 1963 wurde der Firmenname auf Ringhoffer GmbH geändert, da Austro-Tatra unter der Leitung von Graf Hans Serényi-Ringhoffer (1928–1993), dem Großneffen und Adoptivsohn von Baron Hans Ringhoffer, Vertretungen anderer Fahrzeughersteller wie Peugeot, Alfa Romeo und Rover übernahm.
1980 wurde das Unternehmen, in dem bis zu 500 Mitarbeiter beschäftigt waren, endgültig geschlossen.
Im Jahr 2005 wurde am ehemaligen Gelände im Zentrum Simmering eine Ausstellung über den ehemaligen Fahrzeughersteller zusammengestellt. Am damaligen Firmengelände in Atzgersdorf ist heute der Gartenmöbelhersteller Karasek.